# Machaeropterus regulus
El saltarín rayado oriental (Machaeropterus regulus), es una especie de ave paseriforme de la familia Pipridae perteneciente al género Machaeropterus. Es endémico del litoral sureste de Brasil.

## Distribución y hábitat
Se distribuye en el litoral sureste de Brasil, desde Bahía, al sur por Espírito Santo, hasta Río de Janeiro.
Esta especie es considerada poco común y local en su hábitat natural: el sotobosque de bordes de selvas húmedas de la Mata Atlántica y bosques secundarios abajo de los 200 m de altitud.

## Sistemática

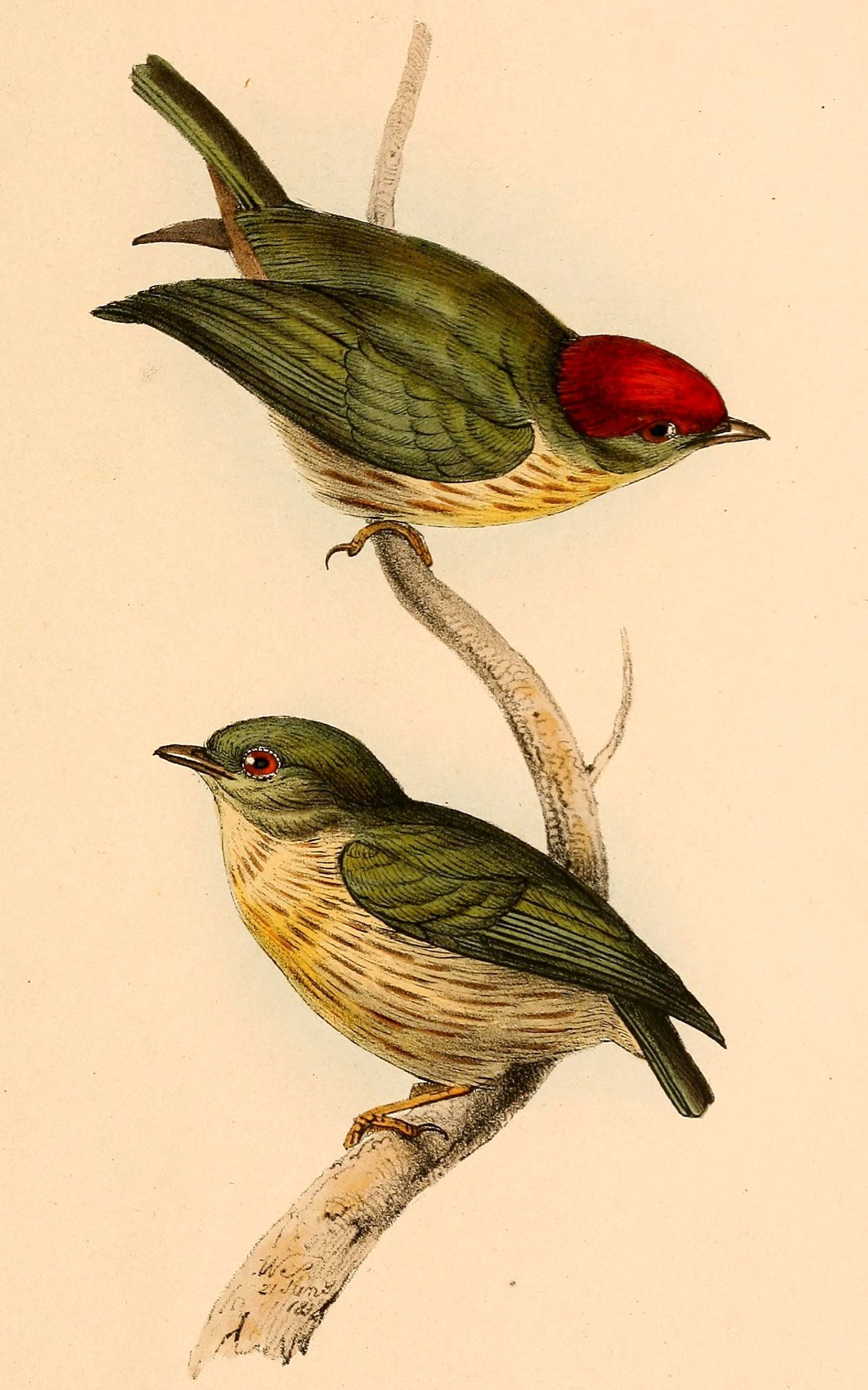
Machaeropterus regulus (macho, arriba; hembra, abajo), ilustración de Swainson para A selection of the birds of Brazil and Mexico, 1841.

### Descripción origina
La especie M. regulus fue descrita por primera vez por el naturalista alemán Carl Wilhelm Hahn en 1819 bajo el nombre científico Pipra regulus; la localidad tipo es «Bahía, Brasil».

### Etimología
El nombre genérico femenino «Machaeropterus» se compone de las palabras del griego «μαχαιρα makhaira» que significa ‘cuchillo’, ‘daga’, y «πτερος pteros» que significa ‘de alas’; y el nombre de la especie «regulus», en latín significa ‘príncipe’, ‘reyezuelo’.

### Taxonomía
Esta especie fue tratada anteriormente como conespecífica con Machaeropterus striolatus, pero difiere marcadamente en la vocalización y , en menor medida, en el plumaje, por lo que fueron separadas, siguiendo a Snow, 2004b, lo que fue seguido por las principales clasificaciones. Esta separación fue corroborada por los estudios de Lane et al. (2017), y aprobada por la Propuesta N° 761 al Comité de Clasificación de Sudamérica (SACC). Es monotípica.